# Seconda guerra punica nell'eredità storica culturale
La seconda guerra punica ha determinato un importante impatto nell'eredità storica culturale ad iniziare dal mondo antico sino all'età moderna.

## La guerra all'origine dell'Impero
La guerra contro Cartagine ha rappresentato per la Repubblica romana la più grande minaccia che essa abbia affrontato e superato tanto da fare del Mediterraneo occidentale un «lago romano», base del suo impero sul mondo greco e sull'Asia. È questo il risultato della strategia di Annibale che invocando la libertà delle città-stato greche tenta di distoglierle dall'alleanza con Roma spingendola così a superare la tattica difensiva di Quinto Fabio Massimo e per la sua sopravvivenza a estendere la guerra con Scipione l'Africano oltre i confini italici, legittimando in tal modo la sua politica di grande potenza imperialista.

## La grande paura

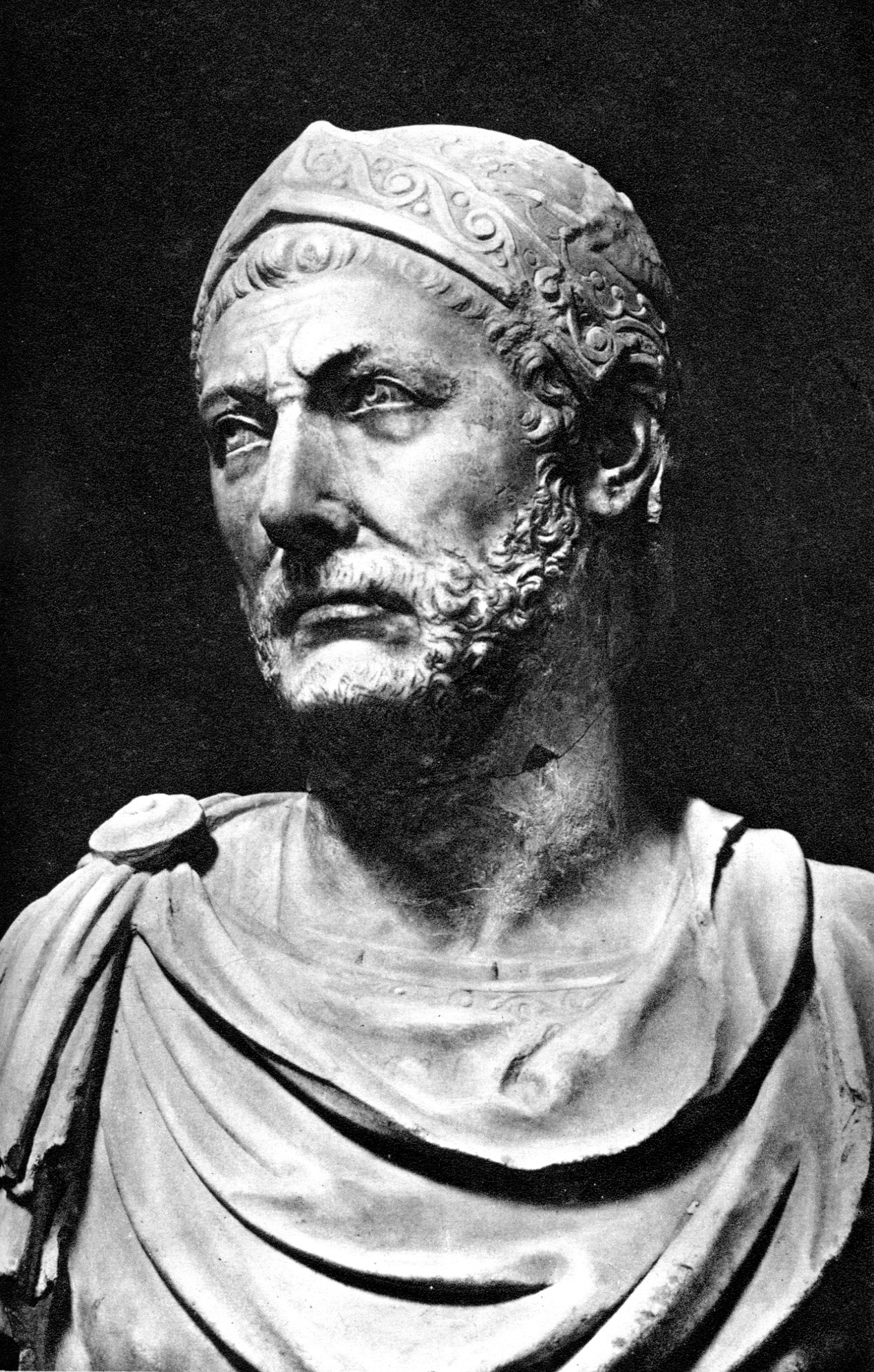
Un busto di marmo, ritenuto di Annibale, ritrovato a Capua; alcuni storici hanno messo in dubbio la sua autenticità

La consapevolezza di aver compiuto una grande impresa si accompagnò nella cultura antica romana al senso di aver scampato un grave pericolo: il Cartaginese Annibale anche dopo la sua morte continuò a simboleggiare una minaccia incombente. Le mamme romane ammonivano i loro bambini che si comportavano male con racconti paurosi con protagonista il terribile orco Annibale che verrà a punirli.
L'espressione «Hannibal ante portas», (oppure «Hannibal ad portas), il grido dei Romani dopo la battaglia di Canne, quando s'aspettavano di vedere il grande nemico alle porte di Roma, continuò talvolta a risuonare nell'aula del Senato.
Tuttavia a questo sentimento di paura si accompagnò l'orgoglio di avere sconfitto un nemico tanto ammirevole per le sue doti militari al punto di erigere nelle strade statue al nemico cartaginese per simboleggiare la grandezza di Roma vittoriosa.
La guerra infatti generò una paura che mise alla prova la solidità dello Stato romano che ne uscì temprato nelle sue istituzioni:
Tito Livio ricorda il grande timore dei Romani alle notizie della marcia di Annibale su Roma nel 211:
Al Senato questa notizia «colpisce gli animi a seconda dei caratteri di ognuno» e si decide di mantenere l'assedio di Capua ma spostando 15000 fanti e 1000 cavalieri per rinforzare la difesa di Roma. Nel frattempo, scrive Livio, le terre occupate dall'esercito di Annibale fuori dalla città continuano ad essere oggetto di vendite tra i Romani ai consueti prezzi come se i Cartaginesi non le avessero occupate. Questo appare poco credibile ma «potrebbe essere poiché indicherebbe che i Romani credevano alla loro finale vittoria e anche di voler mantenere un'apparenza di normalità di vita»
Lo stesso Livio attesta come una grande paura si diffuse a Roma dopo la sconfitta di Canne e come il popolo interpretò questa sventura come un segno del malvolere degli dei che mostravano la loro collera con eventi prodigiosi. Non bastò allora il sacrificio di due vestali  colpevoli di aver avuto rapporti carnali ma si decise anche, avvenimento questo straordinario per la tradizione romana, di compiere un eccezionale sacrificio di esseri umani (scrive Livio: «sacrificia extraordinaria»):
Un'innegabile prova di coraggio e di fiducia nella vittoria furono del resto dimostrate dal fatto che dopo la disastrosa sconfitta di Canne, che aveva lasciato l'Urbe senza difese, il Senato, nonostante non si sapesse se l'ira degli dei fosse stata placata, decise di non ritirare una sola guarnigione dalle province in aiuto della città. Nei fatti le truppe provinciali vennero rinforzate e le campagne presidiate sino a che la vittoria fosse assicurata prima in Sicilia, sotto la guida del console Marco Claudio Marcello, poi in Spagna ad opera di Scipione l'Africano. Sebbene sia un fatto che le conseguenze a lungo termine della guerra siano incontestabili questa è stata definita come la più «bella ora» della storia romana.

## Gli storici antichi
La maggioranza delle fonti a disposizione degli storici su Annibale sono di origine romana. Annibale vi è descritto come il più grande nemico che Roma abbia affrontato. Tito Livio riporta l'opinione che egli sia estremamente crudele ed empio e tuttavia amato dai suoi soldati.  Anche Cicerone, quando evoca i grandi nemici di Roma parla dell'«onorevole» Pirro e del «crudele» Annibale di cui tuttavia riconosce le qualità militari considerandolo uno dei più abili generali di ogni epoca.
Tuttavia un'immagine differente è presente nella tradizione. Quando le vittorie di Annibale portano alla morte i due consoli romani, egli cerca invano il corpo di Gaio Flaminio Nepote sulle rive del lago Trasimeno, organizza delle cerimonie funebri in onore di Lucio Emilio Paolo e consegna le ceneri di Marco Claudio Marcello alla sua famiglia che risiede a Roma.
Il giudizio di Polibio, che per lo più fonda su documenti romani, evidenzia invece apertamente simpatia ed ammirazione per Annibale. Egli nota che gli autori romani 
Polibio in più punti delle sue Storie invece esalta apertamente Annibale come un uomo intelligente e coraggioso che è al centro della storia della seconda guerra punica 
Per Polibio Annibale è paragonabile per le sue doti di stratega militare al tebano Epaminonda, e ne enfatizza la sua politica espansionistica, la saggia prudenza e l'intuizione nel prevedere le mosse del nemico, le doti tattiche nel dispiegamento dell'esercito, l'uso degli elefanti e di truppe mercenarie e le capacità diplomatiche indirizzate alle alleanze con le città italiche.
Quanto all'ammirazione suscitata per il suo passaggio attraverso le Alpi, Polibio che volle personalmente sperimentare la marcia dei Cartaginesi nella neve e sotto le incursioni dei nemici montanari ridimensiona l'avvenimento osservando che Annibale era così intelligente che avrebbe evitato di rischiare inutilmente.
Annibale dunque «...durante la battaglia aveva compiuto tutto quanto dovesse fare un comandante abile e con ormai tanta esperienza. Se poi Annibale, dopo aver fatto tutto il possibile per vincere, fallì, proprio lui che era rimasto invitto nel tempo passato, merita comunque il perdono. Alle volte, infatti, è il caso a opporsi alle imprese degli uomini valorosi, mentre, alle volte, come dice il proverbio, "chi è valoroso si è scontrato con un altro più forte". E non c'è persona che non sia disposta a dire che allora, ad Annibale, sia successo proprio questo.»
Il suo destino è stato segnato dall'essersi scontrato con Roma all'inizio della sua ascesa al potere:

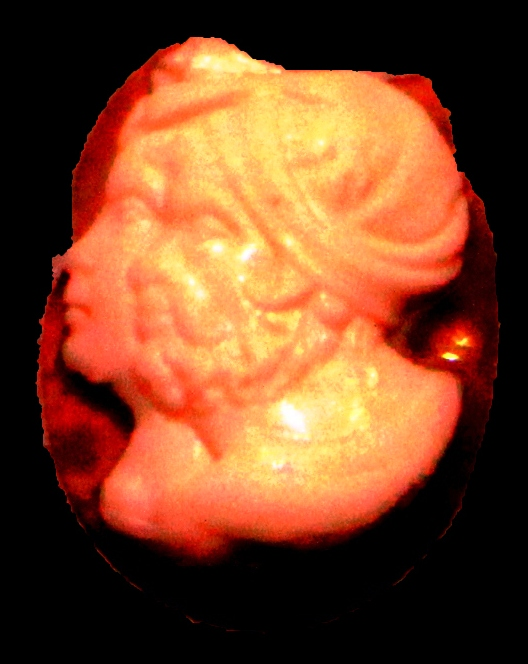
Amilcare Barca e il figlio Annibale. Cammeo in agata calcedonio di età romana. Conservato al Museo archeologico nazionale di Napoli.

Per Cornelio Nepote «...non si può negare che Annibale di tanto abbia primeggiato in sagacia fra tutti gli altri condottieri, quanto il popolo romano eccelle per forza d'animo su tutte le nazioni» e la sua sconfitta è unicamente da addebitare al mancato sostegno degli stessi cartaginesi cosicché «... l'ostilità di molti soverchiò il valore di uno solo»
Diodoro Siculo racconta che le capacità militari di Annibale non sono dovute solo alle sue doti naturali ma anche all'esempio di suo padre Amilcare Barca tanto da fare di
Silio Italico ripropone lo stesso giudizio di Diodoro sulle doti militari di Annibale:
Da questo nasce il rispetto, e la considerazione che egli aveva acquistato con la forza e il terrore tanto che bastava «...al posto di tutte le armi, di ogni mezzo militare e di forze fresche ... il solo nome di Annibale».

## Mondo moderno

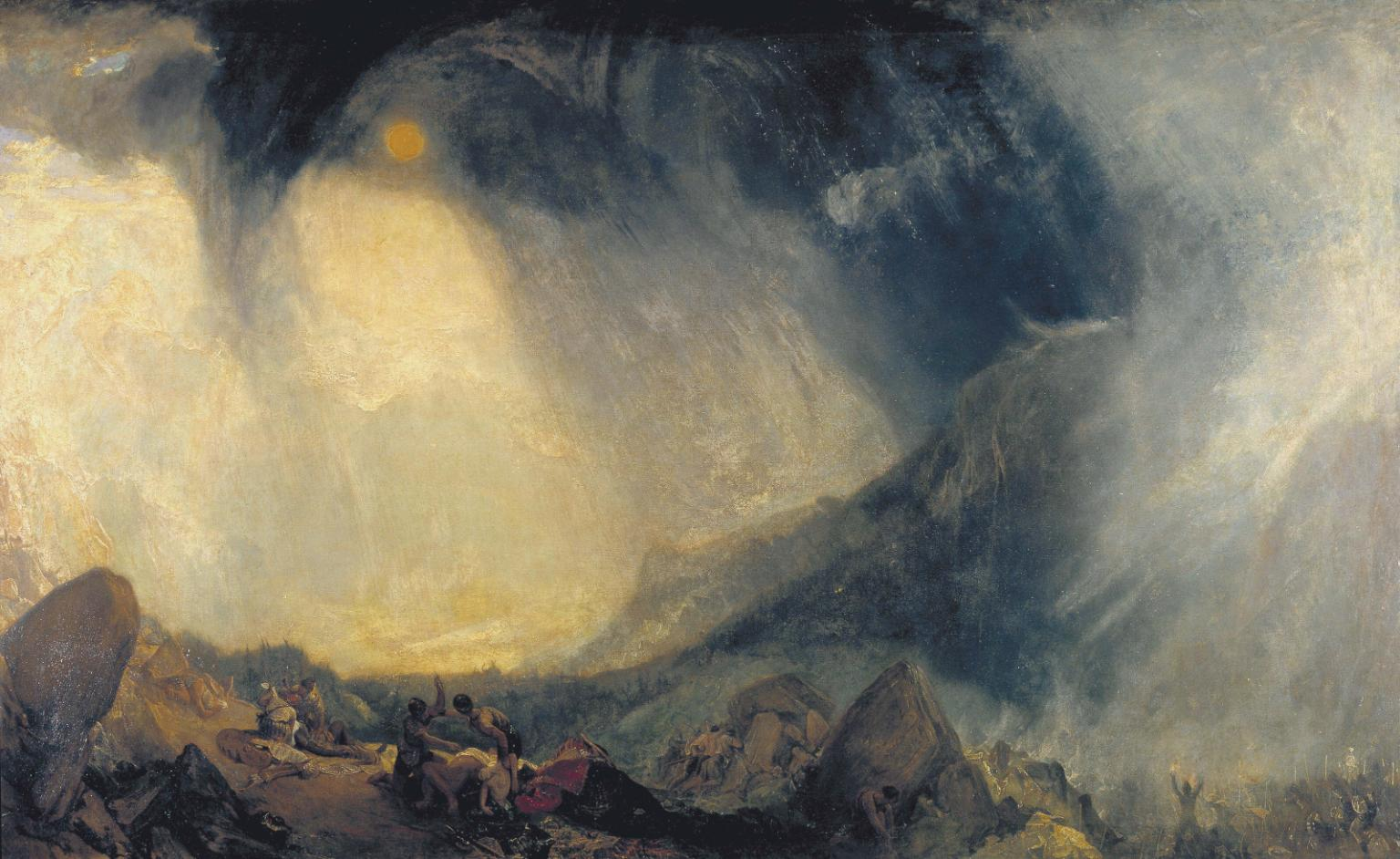
William Turner, Tempesta di neve: Annibale e il suo esercito attraversano le Alpi

Nelle tradizioni culturali dell'età moderna il nome di Annibale ricorre frequentemente come un esempio di quei capi militari che ottengono vittorie contro forze preponderanti ma che alla fine sono sconfitti da un destino superiore. In particolare l'episodio spettacolare della traversata delle Alpi eccita la fantasia del mondo romantico in molteplici produzioni artistiche.
Vincenzo Monti contrappone Annibale («torva l'ombra d'Anniballe»), perfido e ingannatore a Napoleone «che dove è Bonaparte
sta vittoria e libertà», disinteressato e portatore di libertà. Goffredo Mameli rievoca la disfatta di Annibale esaltando «l'elmo di Scipio» di cui l'Italia «s'è cinta la testa» e Giovanni Pascoli ricorda l'impresa del passaggio delle Alpi di Annibale visto come rapace aggressore delle terre italiane riproponendo la figura dell'Annibale di Livio: «...Annibale, spintosi innanzi alle insegne, fece sostare i suoi soldati su un contrafforte, da cui la vista poteva spaziare in lungo e in largo, e mostrò l'Italia...» promettendo per le sicure vittorie ricompense che neppure gli dei avrebbero potuto loro dare.

## Storia militare
Molti anni dopo la fine della seconda guerra punica, quando Annibale è diventato consigliere politico del regno seleucida, Scipione l'Africano è inviato come ambasciatore da Roma a Efeso per una missione di cui si ignora la data ma che viene ricordata da Plutarco:
e da Appiano che ripropone lo stesso evento.
Quasi a conferma di questi antichi giudizi le vittorie di Annibale, e in particolare quella di Canne, continuano a essere studiate nelle Scuole militari. Nella Enciclopedia Britannica nel 1911 l'autore della voce dedicata ad Annibale lo loda così:
Il feldmaresciallo e stratega tedesco Alfred von Schlieffen(1833–1913), famoso per aver ideato l'omonimo piano militare concepito per sconfiggere la Francia e la Russia, insiste nel riproporre la validità delle tecniche di accerchiamento impiegate da Annibale per sbaragliare nella battaglia di Canne l'esercito romano..
Il generale statunitense George Patton (1885–1945) generale statunitense durante la seconda guerra mondiale, grande esperto nell'impiego dei mezzi corazzati, si figura di essere la reincarnazione di Annibale oppure di un legionario romano o di un soldato di Napoleone.
Norman Schwarzkopf, comandante delle forze della coalizione durante la prima guerra del Golfo afferma che «la tecnologia della guerra può cambiare, le armi divengono sempre più sofisticate. Ma gli stessi principi della guerra applicati al tempo di Annibale continuano ad essere oggi applicati.»
Infine secondo lo storico militare Theodore Ayrault Dodge:
Diversa l'analisi della battaglia ad opera dello storico militare prof. Alessandro Barbero il quale esclude che Annibale possa aver circondato un esercito come quello romano che contava il doppio dei soldati cartaginesi. Servendosi anche di un'applicazione multimediale, il prof. Barbero ha dimostrato che l'accerchiamento avvenne perché la cavalleria cartaginese, dopo aver sfondato la linea dei Romani, non si sparpagliò ma rimase compatta e, tornando indietro verso il centro dello scontro, colse alle spalle i Romani.

## L'eredità culturale di Scipione

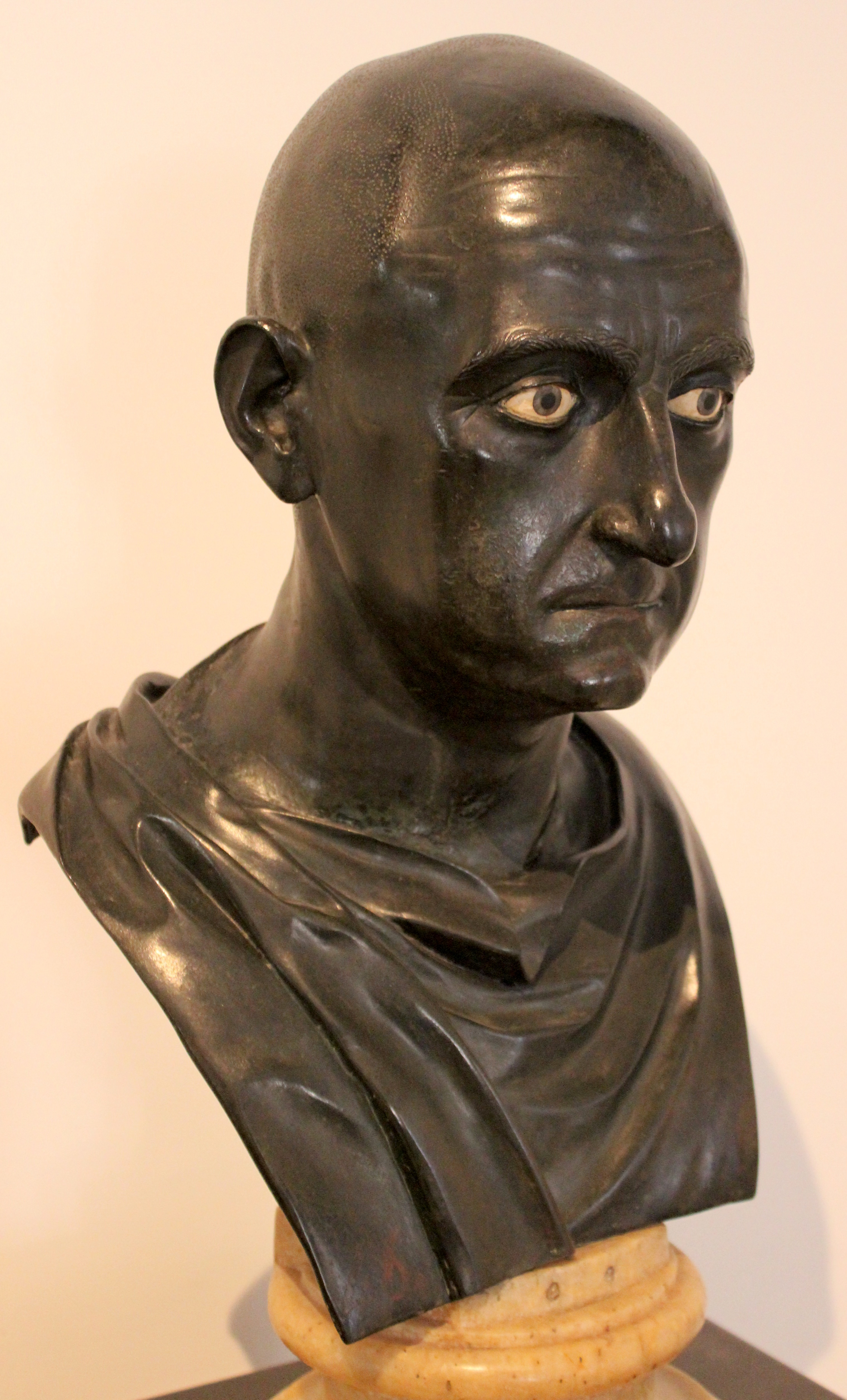
Busto di Scipione l'Africano (Museo Archeologico Nazionale di Napoli).

L'altro grande protagonista della seconda guerra punica che ha lasciato il suo segno nella storia è Scipione l'Africano, il primo comandante militare romano a essere onorato col nome del popolo da lui vinto. Si racconta che l'entusiasmo del popolo romano, dopo il suo ritorno dall'Africa, fosse così grande da volerlo proclamarlo console e dittatore perpetuo. Ma Scipione rifiutò redarguendo severamente la folla che intendeva elevarlo a un potere di fatto, se non di nome, pari a quello di un re. Una moderazione questa di Scipione che susciterà l'ammirazione di Cicerone ma che non trova conferma nella condotta politica dell'Africano che, pur formalmente rispettando le istituzioni repubblicane, riuscì a far eleggere al consolato ben sette membri della sua famiglia e addirittura ad avere tra i senatori due suoi clienti ottenendo così il pieno controllo della politica romana. Non a caso dunque gli storici moderni vedono in lui quello che per primo esaltò l'azione personale dei grandi politici-militari e delle loro famiglie, considerandolo per questo l'antesignano del cesarismo:
In questa veste lo vede Dante che lo cita nel Convivio, nella Monarchia e in ognuna delle tre cantiche, come colui che la divina Provvidenza aveva fatto strumento del proprio progetto di conferire a Roma l'Impero più grande del mondo.
Scipione è l'eroe di Petrarca nel poema in latino Africa che ripropone la visione elogiativa di Livio del condottiero romano.
La moderazione di Scipione è stato un motivo ricorrente nella letteratura esemplare e nell'arte dove viene esaltata la sua clemenza verso i vinti

Scipione l'Africano: il popolo acclama il condottiero col saluto romano

Versioni dello stesso soggetto sono stati dipinti da molti artisti dal Rinascimento fino al XIX secolo, tra cui Andrea Mantegna (Introduzione del culto di Cibele a Roma) e Nicolas Poussin. Scipione è menzionato anche nel Principe di Machiavelli nel capitolo XVII dal titolo "Per quanto riguarda la crudeltà e la clemenza, e se è meglio essere amato che temuto". John Milton menziona Scipione nel libro IX del Paradiso perduto dove accenna ad Alessandro il Grande e a Scipione l'Africano, che si attribuivano un'origine divina, dicendo di essere stati generati da Giove trasformato in serpente.
Publio Cornelio Scipione fu il protagonista di una serie di opere musicali come ad esempio quelle di George Frideric Handel e Carlo Francesco Pollarolo. Il cesarismo di Scipione trova infine conferma nell'interesse di Benito Mussolini per questo personaggio quando, poco prima della invasione italiana dell'Etiopia, commissionò un film epico colossale che descrivesse le gesta dell'eroe romano in Africa. A Carmine Gallone fu affidata la regia del film Scipione l'Africano che fu premiato nel 1937 al Festival di Venezia con la Coppa Mussolini.
Nel 1971 Luigi Magni sceneggiò e diresse il film Scipione detto anche l'Africano, interpretato da Marcello Mastroianni, Vittorio Gassman, Silvana Mangano e Woody Strode, in cui gli eventi storici del Processo degli Scipioni sono ritratti in tono satirico con alcuni riferimenti intenzionali agli eventi politici del tempo in cui è stato girato il film.